# Dragon Ball Z: Budokai 2
Dragon Ball Z: Budokai 2 é um jogo de luta em 3D lançado para PS2 (4 de dezembro de 2003) e para Gamecube (15 de dezembro de 2004).Baseia-se em Dragon Ball Z, feito por Akira Toriyama. O Jogo se Diferencia do primeiro jogo Dragon Ball Z: Budokai, Budokai 2 tem todas as sagas de Dragon Ball Z: Saiyajin (Nappa e Vegeta), Namek (Freeza), Andróides (Cell) e Majin Boo. O game conta com mais de 30 personagens e mais de sete cenários, todos baseados nos principais eventos da série.

## Modo História
Conta a história do game desde a Saga dos Saiyajins (1ª fase) até a 9ª fase (Kid Buu) Cada fase com seu objetivo,e para te auxiliar é permitido escolhe aliados em cada uma das fases:
- 1ª fase: Pegar a esfera do Dragão/1 aliado
- 2ª fase: Derrotar Freeza/1 aliado
- 3ª Fase: Derrotar Freeza/2 aliados(se você derrotar vegeta usando o Goku ele se torna um aliado)
- 4ª Fase, 1ª parte: Derrotar Dr.Gero/2 aliados
- 4ª Fase, 2ª parte: Derrotar os Andróides 16,17 e 18/2 aliados
- 4ª Fase, 3ª parte: Perseguir e derrotar Cell/2 aliados
- 5ª Fase, 1ª parte: Derrotar o Supremo Senhor Kaio (kaioh)/2 aliados
- 5ª Fase, 2ª parte:Impedir que Majin Buu nasça/2 aliados
- 6ª Fase, 1ª parte: Derrotar Babidi (Não é possivel derrotar Babidi nesta fase)/1 aliados
- 6ª Fase, 2ªParte: Derrotar Majin Buu/1 aliado
- 7ª Fase: Derrotar Super Buu/3 aliados (Goten e kid trunks se fundem e se tornam apenas um aliado)
- 8ª Fase: Fundir Goku e Vegeta e Derrotar Super Buu/4 aliados (fugindo de Majin Buu utilizando Vegeta e Gohan não perca batalha alguma para eles serem aliados)
- 9ª Fase: Derrotar Kid Buu/2 aliados
- 10ª Fase (Apenas em Dragon Ball Z2V): Controla Tenshinhan-cha (Tiencha), que é a fusão de Tien (Tenshinhan)e Yamcha/aliados

## Torneio Mundial
O Torneio Mundial é outro modo onde o objetivo é ser o melhor e ganhar dinheiro para gastar no Bulma´s Skill Shop com cápsulas para fortalecer seus personagens. Aqui você pode derrotar seus adversários na garra ou mesmo derrubá-los do ringue (o que, apesar de não ser difícil, é preciso ter cuidado). Existem 3 níveis de dificuldades (Novice, Adept e Advanced) e a cada nível o dinheiro vai aumentando e outras novidades serão liberadas.

## Prática
Esse modo é ideal para os que não conseguiram se adaptar muito bem a jogabilidade do jogo (que realmente deixa um pouco a desejar, comparado a futuros lançamentos). Nele você pode treinar suas técnicas e comandos para ser o lutador mais forte do universo (ou pelo menos, o mais forte do jogo) e enquanto treina será mostrada na tela o dano do golpe causado ao inimigo, a quantidade de golpes e os comandos feitos pelo jogador.

## Duelo
Como todo jogo de luta tradicional, Budokai tem o modo Duel para lutas entre 2 jogadores onde irão testar suas forças em combates fervorosos na sua TV. Os combates podem ser entre 1P vs. COM, 1P vs. 2P, COM vs. 2P e COM vs. COM. Nesse modo você pode escolher seus personagens em dois modos (Normal e Custom, o personagem mudado por você) e o cenário onde irão lutar (no começo são 5 cenários, mas ao avançar no modo Story, esse número aumenta para mais de 8).

## Nave Espacial Babidi
Esse modo é destravado quando você zera e deseja através das esferas do Dragão. Ele é como um "Modo desafio ".Onde você tem que concluir certos trabalhos tipo refletir ataques de ki, etc.
Cada vez que você vai concluido você ganha "kili",pontos que podem servir para destravar alguns personagens e fusões

## Editar Habilidade
Não é uma forma de jogar, mas sim de melhorar seus personagens. Aqui você poderá melhorar os personagens e torná-los muito mais fortes do que na forma normal do jogo, comprando cápsulas no Bulma's Skill Shop e ganhado-as no modo História. Cada personagem pode ter no máximo 7 cápsulas que são divididas em:
Special: Essas cápsulas têm a cor avermelhada e são as melhores do game. Os principais golpes e transformações (Como o Kamehameha, Genki-Dama (Spirit Bomb),Super Saiyajin 1 (um), 2 (dois) e 3 (três)) são encontrados nessas cápsulas e geralmente ocupam 1 (um) dos 7 (sete) espaços no seu inventário, logo se você tiver todas elas de certo personagem, o mais recomendável é dar preferência as mesmas.
Física: Essas cápsulas têm a cor azulada e são as mais fáceis de serem encontradas. Normalmente são os golpes de agarramento e sequências e também são fortes, especialmente para tirar a defesa do inimigo, mas geralmente são pouco diversificadas e algumas são bem fracas, por isso é melhor analisá-las no modo Prática antes de ir lutar contra os inimigos.
Suporte: Essas cápsulas têm a cor esverdeada e são as mais diversificadas. Cada personagem possui, no mínimo 15 (quinze) delas e são usadas muitas vezes para aumentar a força, defesa, ataque e velocidade do personagem, ou seja, com elas seus ataques serão mais fortes, sua defesa mais efetiva, sua velocidade aumentada e seu Ki poderá ser carregado com mais agilidade.
Obs.: Diferente de Budokai 3, Tenkaichi I e II, para aumentar o dano causado aos inimigos, você não consegue isso ganhando experiência ou comprando upgrades de ataque, por exemplo, para aumentar você precisa colocar duas cápsulas iguais ou mais. Por Exemplo: Para aumentar o poder do Kamehameha de Goku, você precisa colocar mais de uma cápsula de Kamehameha no inventário de Goku, mas isso ocupa um espaço que poderia ser de um golpe mais poderoso e os inimigos exigem toda a sua habilidade, isso não é muito recomendável para iniciantes.

### Habilidades de Fusão
São cápsulas do tipo Suporte,porém,são cápsulas em que você pode fundir 2 personagens,não funciona com todos, apenas com: Goku, Yamcha, Tien (Tenshinhan), Hercule (Mr.Satan), Supreme Kai, Vegeta, Goten e Kid Trunks.
Fusões
Vegito (Vegetto): Goku e Vegeta, use a cápsula "Potara <<Vegito>>"
Tenshinhan-cha (Tiencha): Tenshinhan e Yamcha, use a cápsula "Fusion <<Tiencha>>"
Gokule: Goku e Mr.Satan, use a cápsula "Potara <<Gokule>>"
Kibitoshin: Supremo Senhor Kaio e Kibito, use a Cápsula "Potara <<Kibitoshin>>" do Supreme Kai, pois não tem o personagem Kibito no jogo
Gotenks: Goten e Trunks, Use a cápsula "Fusion <<Gotenks>>"
Obs: As cápsulas com o nome "Potara",não precisa fazer nenhum movimento, já as "Fusion", terá que apertar 5 botões antes, ou a fusão sairá errada (Ex: Gotenks Gordo (fica mais cansado) e Tiencha Magro).

### Membership Skills
São Habilidades que fazem você comprar Habilidade mais caras
Green Membership Card: Você já vem com ele
Yellow Membership Card: Você tem que comprar na loja da Bulma.
Silver Membership Card: Você tem que ter o Yellow Membership card e tem que comprar na loja da Bulma

## Opções
Aqui você muda as opções do jogo

## Bônus
Como não poderia faltar, DBZ Budokai possuí extras bem interesantes, mas que irão agradar mais aos fãs do anime, como novos modos de jogo, novos personagens e diferentes tipos de dificuldades.
Personagens Extras:
Nappa: Derrote-o com Vegeta no Dragon World.
Raditz: Derrote-o com Goku no Dragon World.
Rikum (Recoome): Derrote-o com Goku no Dragon World.
Capitão Ginyu: Derrote-o com Vegeta no Dragon World.
Freeza: Derrote-o com Goku no Dragon World.
Androide 20: Derrote-o com Goku no Dragon World.
Androide 18: Derrote-o com Krillin (kuririn) no Dragon World.
Androide 17: Derrote-o com Piccolo no Dragon World.
Androide 16: Derrote-o com Goku no Dragon World.
Cell: Derrote-o com Goku no Dragon World.
Great Saiyaman: Derrote Cell com Gohan no Dragon World.
Mr.Satan: Derrote Majin Buu (gordo) com Great Saiyaman no Dragon World.
Videl: Derrote Super Buu (com Gohan absorvido) com Mr.Satan.
Future Trunks: Derrote Vegeta em Namekusei com Kid Trunks
Todos os Majin Buus e o Dabura: Destrave o modo Babidi's Spaceship, comece a completar os challenges e ganhar kili. Quando tiver um certo número de Kili. Destrave Todos os Buus e o Dabura

## Jogabilidade
A jogabilidade de Dragon Ball Z Budokai 2 não parece ser uma jogabilidade típica de DBZ. É como um jogo onde você movimenta Goku para o lado que quiser. Aparecerá os "pinos Z". Que são pinos de personagens que estão na fase. Cada fase você controla Goku e mais um ou dois pinos Z amigos (Gohan, Kuririn, Tenshinhan, Piccolo, Goten, Trunks, Kid Trunks, Mr.Satan, Grande Saiyaman, Videl, Vegeta, etc.). Você movimenta os seus pinos como o Goku, mas também tem pinos Z inimigos que aparecem no jogo (Raditz, Nappa, Vegeta (Às Vezes), Capitão Ginyu, Rikum (Recoome), Cell, Androide #16, #17 e #18, Todos os Buus, Dabura, Majin Vegeta, Majin Freeza, Majin Cell, Dr.Gero, etc.)E quando um se encontra ao outro. A luta inicia, com a mesma jogabilidade de Budokai 1, mas com alguns movimentos diminuídos (Ex:Os comandos do Kamehameha antes era Quadrado 4 vezes e Círculo e Agora é Direita e Círculo). Os Movimentos de transformação são os mesmos, só que alguns com Dependência de outras Habilidades (Ex:Para se transformar em Super Saiyajin (Saiyan), precisa ter a Habilidade "King Kai First x20"(Kaioken x20) equipada,para se transformar em Super Saiyajin 2 com Goku, precisa ter o Super Saiyajin e o "King Kai First" (Kaioken x20), e para ter o Super Saiyajin 3, terá que ter o Super Saiyajin 1, 2 e Kaioken x20 equipada).

## Diferenças das versões Americanas e Japonesas
A versão japonesa tem mais bônus e uniformes, como Goku tem a roupa rasgada da luta contra Freeza,Piccolo tem sua roupa clássica,Frieza tem a Cápsula do Cooler, etc. Além dos nomes Brasileiros serem os Japoneses (Saiyajin, Mr.Satan, Tenshinhan, etc.). O que na versão americana não tem.

## Dragon Ball Z2V
O Game Dragon Ball Z2 fez sucesso no Japão, então foi montado um remake para Playstation 2.Dragon Ball Z2V(5 de Fevereiro de 2004), o game é como Street Fighter Alpha 2 Gold. Pois já vem com todos os personagens do game anterior,sem precisar destravá-los e todos os cenários.Mas o game não foi dos melhores,porque houve poucos adicionais e teve muitas Retiradas:a Loja de Habilidade da Bulma foi retirada, e também a opção de Salvar o jogo.Mas o jogo tem uma fase a mais, a fase do que você controla o Tenshinhan-cha.

## Música
O tema de abertura "Kusuburu heart ni Hi wo Tsukero!!", cantado por Hironobu Kageyama, foi lançado como lado B no single "Ore wa Tokoton Tomaranai!!", abertura de Dragon Ball Z: Budokai 3.